# Eric Hänni
Eric Hänni (Delémont, 19 dicembre 1938 – Delémont, 25 dicembre 2024) è stato un judoka svizzero.

## Biografia
Aveva solo dieci anni quando i genitori divorziarono: visse allora con uno zio a Berna. In seguito si spostò nel Canton Giura dove lavorò come meccanico.
Fu attivo nel judo dal 1959 al 1974. Nel 1964 vinse la medaglia d'argento nel judo fino a 68 kg ai Giochi olimpici di Tokyo e la medaglia di bronzo ai campionati europei di judo nella stessa categoria. Durante la sua carriera, Hänni vinse sette titoli nazionali (1959, 1962, 1964, 1965, 1969–71) e disputò dodici campionati europei e tre mondiali.
Oltre che judoka, fu arbitro di judo a livello nazionale, europeo e mondiale. Nel 1966 cominciò anche ad allenare judo, prima a Zurigo e poi al Nippon Bern. Nel 1972 aprì la sua scuola di judo nella nativa Delémont, che rimase in attività fino al 1995. Contemporaneamente alla carriera di allenatore, fu anche vicepresidente dell'Associazione svizzera di judo. Nel 2014 divenne il primo judoka svizzero a ricevere il nono dan.
Eric Hänni morì il 25 dicembre 2024 all'età di 86 anni.

## Vita privata
Hänni era sposato e aveva due figli.